# SCHOOL'S OUT
SCHOOL'S OUT（スクールズアウト）は文化放送のラジオ番組。1987年4月6日から1989年4月7日まで放送。NRN系列 全国ネットで放送した。

## 概要
- パーソナリティは大友康平（HOUND DOG）と千倉真理が務めた。番組のタイトル通り、「学校」がテーマの番組で中学生、高校生を主なリスナーとして制作した[2]。トークの内容はゲストを交えた時も学校についての話を多く展開した。
- 毎週月曜日に週替わりのテーマを告知。リスナーから意見、話題などを告知直後から電話で募集を開始して、金曜日に募集した内容を紹介した[2]。電話受信システムを使った番組は全国ネット番組では当番組が初めてと宣伝していた[2]。
- アーティスト特集コーナーは合間に設けられた。
- 本番組のタイトルはアリス・クーパーの曲『スクールズ・アウト』に由来[3]。本番組担当の渡辺勲ディレクターは「“一流校へ進学し、一流企業へ就職することが最高”という単純な価値観を否定し、もっと一人一人がこれと違う価値観を探り、様々な生き方を見つけて欲しい」という思いをタイトルに込めたつもりと話している[3]。
- テーマ曲は番組開始から、前述のアリス・クーパー『スクールズ・アウト』を使用していたが、その後はHOUND DOGのアルバム『BE QUIET』収録曲『BLACKBOARD JUNGLE』に変更。
- 本番組にはリスナーの会員組織があり、まず女性のみの『オンナノコ・クラブ』が組まれた。会員には会員証と特製のテレホンカード、会報が贈られた。毎月3000人以上の申し込みがあったことから、毎月の加入は先着申し込みの1000人に限っており、会員数は1988年10月の時点で約1万8千人を数えた。しかし大友には男性のファン、リスナーも多いことから、これに対して男性のみの『バッド・ボーイズ・クラブ』も作られた。こちらも「優れたはがき」を寄せたリスナーのみが入会と厳しい条件が課せられていた[4]。
- オープニングは「SCHOOL'S OUT!」（大友）、「大友 VS（ブイエス） 千倉!」（千倉）とタイトルコールを行い、その後はテーマ曲が『スクールズ・アウト』から「BLACKBOARD JUNGLE」に変更されてからは大友の「SCHOOL'S OUT!」の前に『Be quiet!!』のシャウト（「BLACKBOARD JUNGLE」の冒頭部）を追加した。
- 渡辺ディレクターによると、最初寄せられたはがきの多くが「大友さんって面白い人なんですね」という内容のものだったとのこと[5]。

## ゲスト

### 1987年
1987年4月
- 9日：桑田佳祐（4月9日）
- 10日：小比類巻かほる
- 10日：ラッツ&スター
- 10日：鈴木聖美
- 17日：三人組（女性トリオ）
- 23日：渡辺美里
- 28日：ジョン・ファーナム

1987年5月
- 1日：つのだ☆ひろ
- 7日：奥田瑛二
- 8日：T.V.
- 15日：BARBEE BOYS
- 21日：片岡鶴太郎
- 22日：ラッツ&スター
- 28日：宇都宮隆
- 29日：TOPS

1987年6月
- 1日・3日：小林克也
- 4日：沢田研二
- 5日：獅子舞（この年3月デビューの3人グループ）
- 11日：MALTA
- 18日：パティ・スマイス
- 19日：大江千里
- 26日：ジャドーズ

1987年7月
- 2日：麗美
- 3日：キャディラック
- 20日：おすぎ
- 21日：白井貴子
- 24日：スターダストレビュー
- 30日：石橋凌
- 31日：ちわきまゆみ

1987年8月
- 4日：スウィング・アウト・シスター
- 6日：山下久美子
- 7日：RED WARRIORS
- 13日：今井美樹
- 14日：安藤秀樹
- 27日：竹内まりや
- 31日：小比類巻かほる

1987年9月
- 1日：大沢誉志幸
- 3日：近藤敦（BARBEE BOYS）
- 4日：渡辺美里
- 17日：近藤真彦
- 18日：THE PRIVATES
- 24日：鈴木聖美
- 25日：清水ミチコ

1987年10月
- 1日：ちわきまゆみ
- 8日：THE STREET SLIDERS
- 15日：西山毅（HOUND DOG）
- 22日：桑田佳祐
- 23日：ファズ
- 30日：宇都宮隆

1987年11月
- 5日：松任谷由実
- 6日：久保田利伸
- 12日：EPO
- 19日：吉川晃司
- 20日：くじら

1987年12月
- 3日：NOKKO
- 4日：小比類巻かほる
- 9日：世良公則
- 10日：田所豊（RED WARRIORS）
- 17日：延原達治（THE PRIVATES）
- 22日：プリンセス プリンセス

### 1988年
1988年1月
- 7日：NOBODY
- 8日：Be Modern
- 14日：杏子（BARBEE BOYS）
- 15日：泉谷しげる
- 22日：和田加奈子
- 28日：THE HEART

1988年2月
- 4日：バブルガム・ブラザーズ
- 8日：秋元康
- 18日：佐木伸誘
- 19日：PERSONZ
- 22日：宇都宮隆
- 24日：大沢誉志幸、山下久美子
- 25日：とんねるず

1988年3月
- 3日：桑名正博
- 4日：SHOW-YA
- 10日：田所豊（RED WARRIORS）
- 17日：麗美
- 18日：イナセクション（ライブ出演）
- 24日：葛城ユキ
- 25日：DER ZIBET（ライブ出演）

1988年4月
- 5日：鮫島秀樹（HOUND DOG）
- 6日：橋本章司（HOUND DOG）
- 12日：明石家さんま
- 14日：岡村靖幸
- 19日：関口誠人
- 21日：スーパーバンド
- 26日：佐木伸誘
- 28日：鈴木聖美

1988年5月
- 2日：三好礼子
- 3日：アン・ルイス
- 10日：鬼頭径五
- 12日：T.V.
- 17日：イナセクション
- 19日：吉野千代乃
- 23日：風間深志
- 24日：ラウドネス
- 27日：小道迷子
- 30日：島田紳助

1988年6月
- 2日：キャディラック
- 7日：前田日明、山崎一夫
- 9日：カヨコ
- 13日：中森明菜
- 14日：奥居香
- 15日：佐野元春
- 16日：田所豊
- 17日：バービーボーイズ
- 20日：桑田佳祐
- 21日：渡辺美里
- 22日：工藤公康
- 23日：山下久美子
- 24日：デーモン小暮
- 28日：スターダスト・レビュー

1988年7月
- 5日 - 7日：矢沢永吉
- 12日：永井真理子
- 14日：宇都宮隆
- 19日：早瀬優香子
- 21日：SHOW-YA
- 26日：井口一彦（THE HEART）

1988年8月
- 1日：矢沢永吉
- 2日：奥居香
- 3日：コンタ
- 9日：夏木晴美
- 16日：田中美佐子
- 18日：キャディラック
- 23日：ユニコーン
- 25日：宮原学
- 30日：ジュンスカイウォーカーズ

1988年9月
- 1日：アンジー
- 6日：Marie with MEDUSA
- 13日：戸川京子
- 15日：延原達治
- 20日：岡村靖幸
- 22日：ZIGGY
- 27日：渡辺英樹
- 29日：ちわきまゆみ

1988年10月
- 4日：山下達郎
- 10日 - 14日：田所豊（代打パーソナリティ）
- 17日 - 21日：久保田利伸（同上）

1988年11月
- 8日：ザ・ブルーハーツ
- 15日：小比類巻かほる
- 17日：ジュンスカイウォーカーズ
- 21日：田所豊（代打パーソナリティ）
- 22日：大沢誉志幸
- 24日：松任谷由実
- 25日：田所豊
- 28日：甲本ヒロト
- 29日：松井敦司
- 30日：奥居香

1988年12月
- 1日：カールスモーキー石井
- 13日：田所豊
- 15日：アンジー
- 20日：HIPS
- 23日：森川由加里

### 1989年
1989年1月
- 10日：井口一彦
- 12日：SHOW-YA
- 17日：奥居香
- 19日：KAYOCO、イナセクション、ラ・ムー
- 20日：真璃子
- 24日：延原達治
- 26日：永井真理子
- 31日：KAYOCO

1989年2月
- 2日：ZIGGY
- 7日：ばんばひろふみ
- 16日：佐木伸誘
- 21日・22日：板東英二
- 27日：久保田利伸
- 28日：アルフィー

1989年3月
- 1日：田所豊
- 2日：ジュンスカイウォーカーズ
- 3日：小室哲哉
- 7日：麗美
- 9日：サンプラザ中野
- 16日：川村かおり
- 21日：PERSONZ
- 23日：ECHOES
- 28日：大沢誉志幸
- 30日：COME ON BABY

## ネット局・放送時間
- 文化放送
月 - 金曜 23:00 - 23:30（『東京っ子NIGHTお遊びジョーズ』→『お遊びジョーズ』に内包）
- NRN系列 全国33局ネット

| - STVラジオ - 23:10 - 23:40 - 青森放送 - 23:30 - 24:00 - 岩手放送 - 23:00 - 23:30 - 東北放送 - 24:00 - 24:30 - 秋田放送 - 23:00 - 23:30 - 山形放送 - 23:00 - 23:30 - ラジオ福島 - 23:20 - 23:50 - 新潟放送 - 23:30 - 24:00 - 北日本放送 - 23:30 - 24:00 - 北陸放送 - 23:30 - 24:00 - 福井放送 - 23:00 - 23:30 - 山梨放送 - 23:00 - 23:30 - 信越放送 - 24:00 - 24:30 - 静岡放送 - 24:00 - 24:30 - 東海ラジオ - 24:00 - 24:30 - ABCラジオ - 23:00 - 23:30（1988年10月から『ABCラジオシティ』に内包） | - 和歌山放送 - 23:30 - 24:00 - 山陰放送 - 23:00 - 23:30 - 山陽放送 - 23:30 - 24:00 - 中国放送 - 23:30 - 24:00 - 山口放送 - 23:30 - 24:00 - 四国放送 - 23:00 - 23:30 - 西日本放送 - 23:00 - 23:30 - 南海放送 - 23:20 - 23:50 - 高知放送 - 23:00 - 23:30 - 九州朝日放送（KBCラジオ） - 24:30 - 25:00 - 長崎放送 - 23:30 - 24:00 - 熊本放送 - 23:30 - 24:00 - 大分放送 - 23:00 - 23:30 - 宮崎放送 - 23:00 - 23:30 - 南日本放送 - 22:00 - 22:30 - ラジオ沖縄 - 23:00 - 23:30 |